# 2022年巴西伯南布哥州洪灾
2022年巴西伯南布哥州洪灾，是指2022年5月在巴西伯南布哥州地区发生的一场洪灾。是巴西2022年来第四场洪灾。当地时间5月27日晚至29日巴西东北部的伯南布哥州爆发强降雨，单伯南布哥州首府累西腓部分地区一个晚上的降雨量就达到了往年同月降雨量的70％。截至当地时间5月31日，暴雨造成的洪水和泥石流已经造成109人死亡，10人失踪，近6200人流离失所。目前伯南布哥州已宣布包括首府累西腓在内共24座城镇进入紧急状态。

## 政府反應

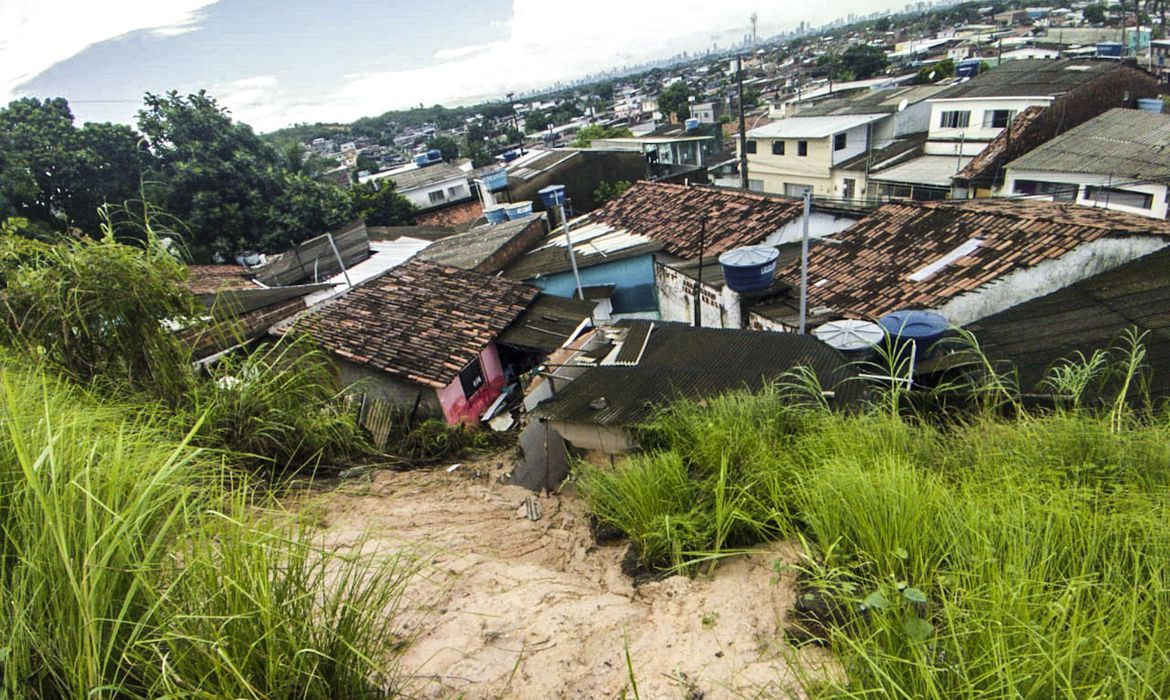
累西腓發生山體滑坡後房屋被毀

伯南布哥省省長保羅·卡玛拉預計伯南布哥軍事消防隊將任命92名新士兵，以加強對災民的救援工作，並釋放1億雷亞爾用於救援行動，政府宣布進入緊急狀態，大累西腓大都市區的14個城市也宣布進入緊急狀態，並請求東北軍事司令部支援搜救服務，累西腓開設了學校和日託中心，以接收有需要的家庭。
洪災發生當天，總統雅伊爾·博索納羅提供了10億雷亞爾用於緊急援助和重建房屋。 2022年5月30日，總統乘坐直升機飛越洪災現場，但未能降落。